# Olli Mustonen
Olli Mustonen, född 7 juni 1967 i Helsinge, är en finländsk pianist, dirigent och tonsättare. Han är bror till cembalisten Elina Mustonen.
Mustonen studerade vid Sibelius-Akademin piano för Ralf Gothóni och Eero Heinonen samt komposition för Einojuhani Rautavaara. I Maj Lind-tävlingen 1982 fick han ett delat andra pris, och vid EBU:s tävling för unga solister detta år andra pris. Han var konstnärlig ledare för Musikfestspelen Korsholm 1989 och för Åbo musikfestspel 1990–1992. Sedan 2001 leder han Helsingfors festivalorkester som han grundat, och sedan 2003 Esbo stadsorkester.
Mustonen har framträtt under vidsträckta turnéer i bland annat Europa, USA och Japan. Han har uppmärksammats för sina tolkningar av Bachs Das wohltemperierte Klavier I-II samt Sjostakovitjs preludier och fugor. Han har dessutom framträtt i en dubbelroll som solist och dirigent i några pianokonserter. Bland hans kompositioner märks bland annat Triple Concerto, beställd för Helsingfors festspel 1998 och Kolme mysteeriä (2002). År 2003 tilldelades han Pro Finlandia-medaljen.